# Concepción Zapata Peñalva
Concepción Zapata Peñalva, coneguda esportivament com Concha Zapata, (Mataró, 27 d'abril de 1964) és una exjugadora de bàsquet catalana.
Aler pivot, el 1982 s'incorporà al Picadero Comansi debutant a la Primera Divisió. Guanyà una Lliga espanyola (1982-83), una Copa de la Reina (1983) i tres Lligues catalanes (1983, 1984). La temporada 1984-85 fitxà per l'Alcalá Avon i, posteriorment, competí amb el Sabor d'Abans Tortosa (1985-88). Amb el club tortosí, guanyà la majoria dels títols de l'entitat (dues Lligues espanyoles, tres Copes de la Reina i dos Lligues catalanes). La temporada 1988-89 fitxà al Microbank el Masnou, amb el qual aconseguí la seva quarta Lliga i dues Lligues catalanes (1989, 1990). Internacional amb la selecció espanyola en quaranta ocasions entre 1983 i 1985, participà a dos Campionats d'Europa (1983 i 1985).

## Palmarès
- 4 Lligues espanyoles de bàsquet (1982-83, 1986-87, 1987-88. 1989-90)
- 4 Copes espanyoles de bàsquet (1983, 1986, 1987, 1988)
- 7 Lligues catalanes de bàsquet (1982-83, 1983-84. 1984-85. 1986-87, 1987-88, 1988-89. 1989-90)